# Campionato Sammarinese di Calcio 1986/87
Die Campionato Sammarinese di Calcio 1986/87 war die zweite Spielzeit der san-marinesischen Fußballliga. Der Modus wurde im Vergleich zum Vorjahr folgendermaßen geändert: Die nach einem aus Hin- und Rückrunde bestehenden Grunddurchgang besten vier Mannschaften spielten in einem Meisterplayoff um den Titel.
SP La Fiorita gewann mit einem Finalsieg über Titelverteidiger SC Faetano den ersten Titel in der Vereinsgeschichte.

## Grunddurchgang
| Pl. | Verein            | Sp. | S | U | N  | Tore    | Diff. | Punkte |
| --- | ----------------- | --- | - | - | -- | ------- | ----- | ------ |
| 1.  | SC Faetano (M)    | 16  | 9 | 6 | 1  | 033:120 | +21   | 24:80  |
| 2.  | SS Montevito      | 16  | 8 | 5 | 3  | 035:190 | +16   | 21:11  |
| 3.  | SP La Fiorita (P) | 16  | 7 | 6 | 3  | 021:120 | +9    | 20:12  |
| 4.  | GS Dogana         | 16  | 6 | 7 | 3  | 027:190 | +8    | 19:13  |
| 5.  | SS Murata         | 16  | 5 | 6 | 5  | 023:240 | −1    | 16:16  |
| 6.  | AC Libertas       | 16  | 3 | 8 | 5  | 020:240 | −4    | 14:18  |
| 7.  | SP Cailungo       | 16  | 3 | 5 | 8  | 017:280 | −11   | 11:21  |
| 8.  | SS San Giovanni   | 16  | 3 | 5 | 8  | 016:240 | −8    | 11:21  |
| 9.  | SP Tre Penne 1    | 16  | 2 | 4 | 10 | 019:470 | −28   | 07:25  |

Platzierungskriterien: 1. Punkte – 2. Direkter Vergleich (Punkte, Tordifferenz, geschossene Tore) – 3. Tordifferenz – 4. geschossene Tore

- Die in den Quellen angegebenen Torstatistiken sind inkonsistent, da die Summe der erzielten Tore von der der bekommenen Tore abweicht (211 bzw. 209).

| (M) | amtierender san-marinesischer Meister     |
| (P) | amtierender san-marinesischer Pokalsieger |

## Meisterplayoff

### Halbfinale
|               | Ergebnis              |              |
| ------------- | --------------------- | ------------ |
| SC Faetano    | 2:0                   | GS Dogana    |
| SP La Fiorita | 0:0 n. V. (5:4 i. E.) | SS Montevito |

### Finale
|               | Ergebnis |            |
| ------------- | -------- | ---------- |
| SP La Fiorita | 2:0      | SC Faetano |